# Гроскроценбург
Гроскроценбург (нем. Großkrotzenburg) — община в Германии, в земле Гессен. Подчиняется административному округу Дармштадт. Входит в состав района Майн-Кинциг.  Население составляет 7342 человека (на 31 декабря 2010 года). Занимает площадь 7,45 км².